# Claus von Carnap-Bornheim
Claus von Carnap-Bornheim (født 10. november 1957 i Treysa i Hessen) er en tysk arkæolog og siden 1999 professor i forhistorisk arkæologi ved universitet i Kiel og siden 2004 adjungeret professor ved universitet i Århus
Carnap-Bornheim var i 1980'erne medarbejder på Illerupprojektet på Moesgård Museum. I 1999 blev han udnævnt til professor i forhistorisk arkæologi ved universitet i Kiel. Samme år blev han også museumsdirektør på det arkæologisk landsmuseum på Gottorp Slot i Slesvig. I 2004 blev han udnævnt til adjungeret professor i forhistorisk arkæologi ved Aarhus Universitet. Derudover var han gæsteforsker i Kraków, Warszawa og Wien. 
Carnap-Bornheim har især forsket indenfor romersk jernalder i samarbejde med skandinaviske, polske og baltiske arkæologer. Han har blandt andet gennemført geomagnetiske prospekteringer i Hedeby, hvormed et detaljeret billede af byens gader og værksteder kunne rekonstrueres. Endividere har han stået for en en ny konception af fund fra Nydam og Torsbjerg Mose på Gottorp Slot.